# Кремль (вища влада в Росії)
Кремль — метонім, прийнятий у суспільно-публіцистичній лексиці для позначення вищих кіл влади СРСР і Російської Федерації (наприклад, у виразах «політика Кремля», «позиція Кремля», «мрії Кремля» і тому подібних). Аналогами цього метоніма є «Білий дім» як метонімічность позначення адміністрації Президента США та «Банкова» як метонімічнісь позначення Адміністрації Президента України.
Цей метонім виник у зв'язку з розташуванням вищих органів влади СРСР, а тепер Російської Федерації у Московському кремлі.